# Acanthermia
Acanthermia is een geslacht van vlinders van de familie spinneruilen (Erebidae).

## Soorten
- A. anubis Schaus, 1933
- A. atomosa Schaus, 1911
- A. atriluna Smith, 1903
- A. basimochla Hampson, 1926
- A. bathildes Schaus, 1933
- A. brunnea Schaus, 1901
- A. carbonelli Biezanko, 1959
- A. concatenalis Warren, 1889
- A. didactica Dyar, 1914
- A. discata Schaus, 1901
- A. dyari Hampson, 1926
- A. guttata Schaus, 1933
- A. hebes Schaus, 1914
- A. incisura Kaye, 1901
- A. inculta Schaus, 1914
- A. infraalba Hampson, 1926
- A. insulsa Dognin, 1900
- A. iphis Schaus, 1912
- A. juvenis Schaus, 1911
- A. latris Schaus, 1912
- A. librata Dognin, 1914
- A. longistriata Schaus, 1914
- A. medara Schaus, 1933
- A. mediana Hampson, 1926
- A. missionum Berg, 1883
- A. modesta Warren, 1889
- A. nigripalpis Guenée, 1852

- A. orthogonia Möschler, 1880
- A. palearis Hoffmann, 1941
- A. paloma Dognin, 1899
- A. pallida Schaus, 1906
- A. pantina Schaus, 1901
- A. parca Schaus, 1914
- A. perfasciata Dognin, 1914
- A. pupillata Hampson, 1926
- A. regia Schaus, 1914
- A. renicula Felder, 1874
- A. sabata Druce, 1894
- A. samia Druce, 1898
- A. stigmaphiles Dyar, 1914
- A. subclara Schaus, 1911
- A. taltula Schaus, 1904
- A. umbrata Schaus, 1914
- A. valida Schaus, 1911
- A. velutipuncta Schaus, 1933
- A. xanthopterygia Kaye, 1901